# Népújság
Népújság is het Hongaarstalige dagblad van de Roemeense provincie Mureș en tegelijk het meest gelezen dagblad van deze provincie.
De naam van de krant betekent letterlijk Volkskrant.

## Historie
De historie van de krant gaat terug tot 1924 toen Népújság werd opgericht in het toenmalige Kolozsvár (nu Cluj-Napoca).
Deze krant bestond tot 1940 en werd vervolgens in Brașov in 1948 onder de oude naam heropgericht. In 1952 werd de opvolger opgericht onder de naam Vörös Zászló (Rode Vlag) om in 1989 weer te worden omgedoopt in Népújság. Vanaf dat jaar zetelt de krant in Târgu Mureș.